# 夏侯博
夏侯博（2世纪—？），東漢末年劉備之部將。

## 生平
建安五年（200年）反曹事件敗露，董承等遭誅殺，曹操攻徐州，與關羽、劉備之妻室一同被擒。